# Sambia (kraina historyczna)

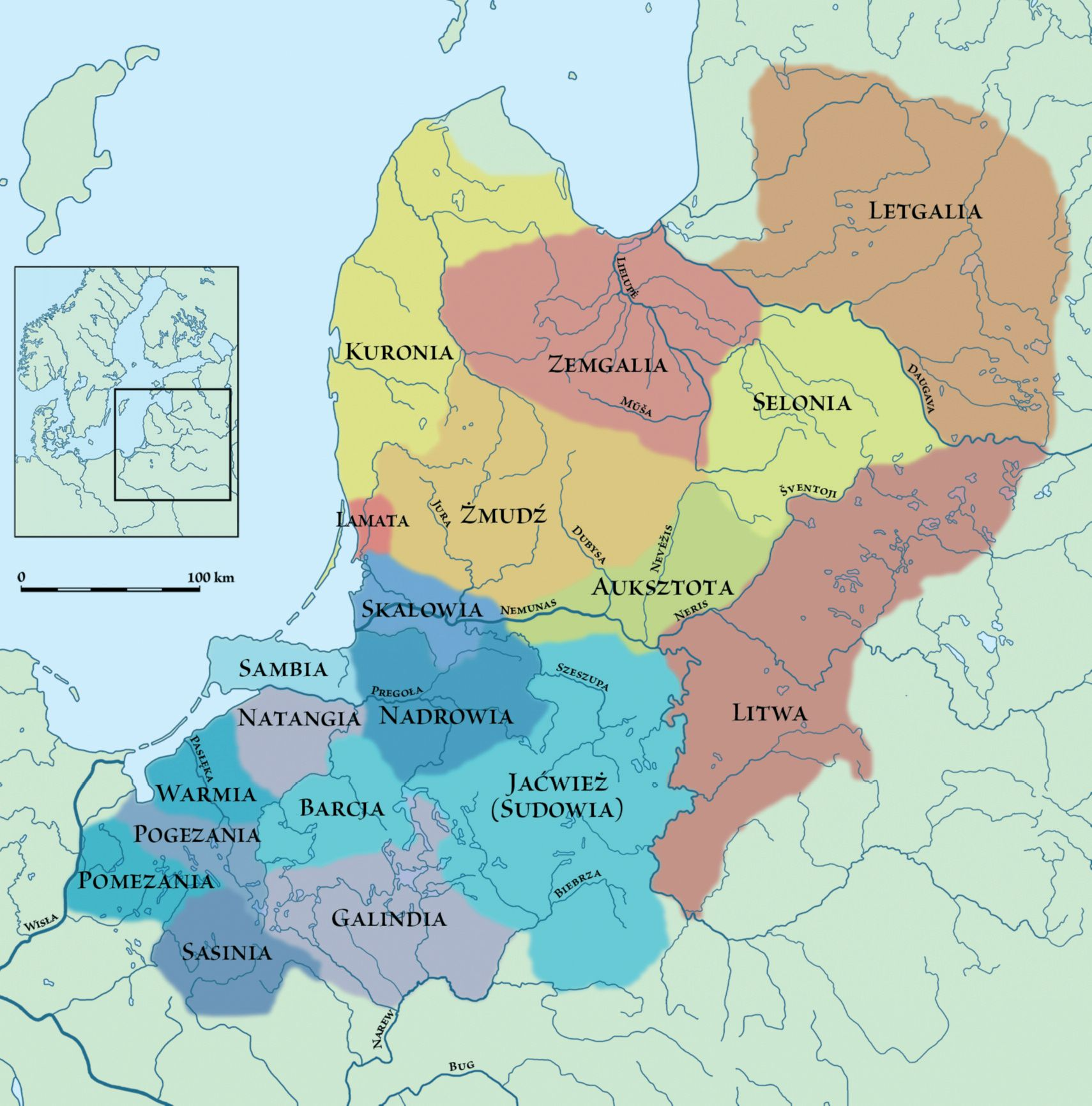
Plemiona bałtyjskie około 1200 roku

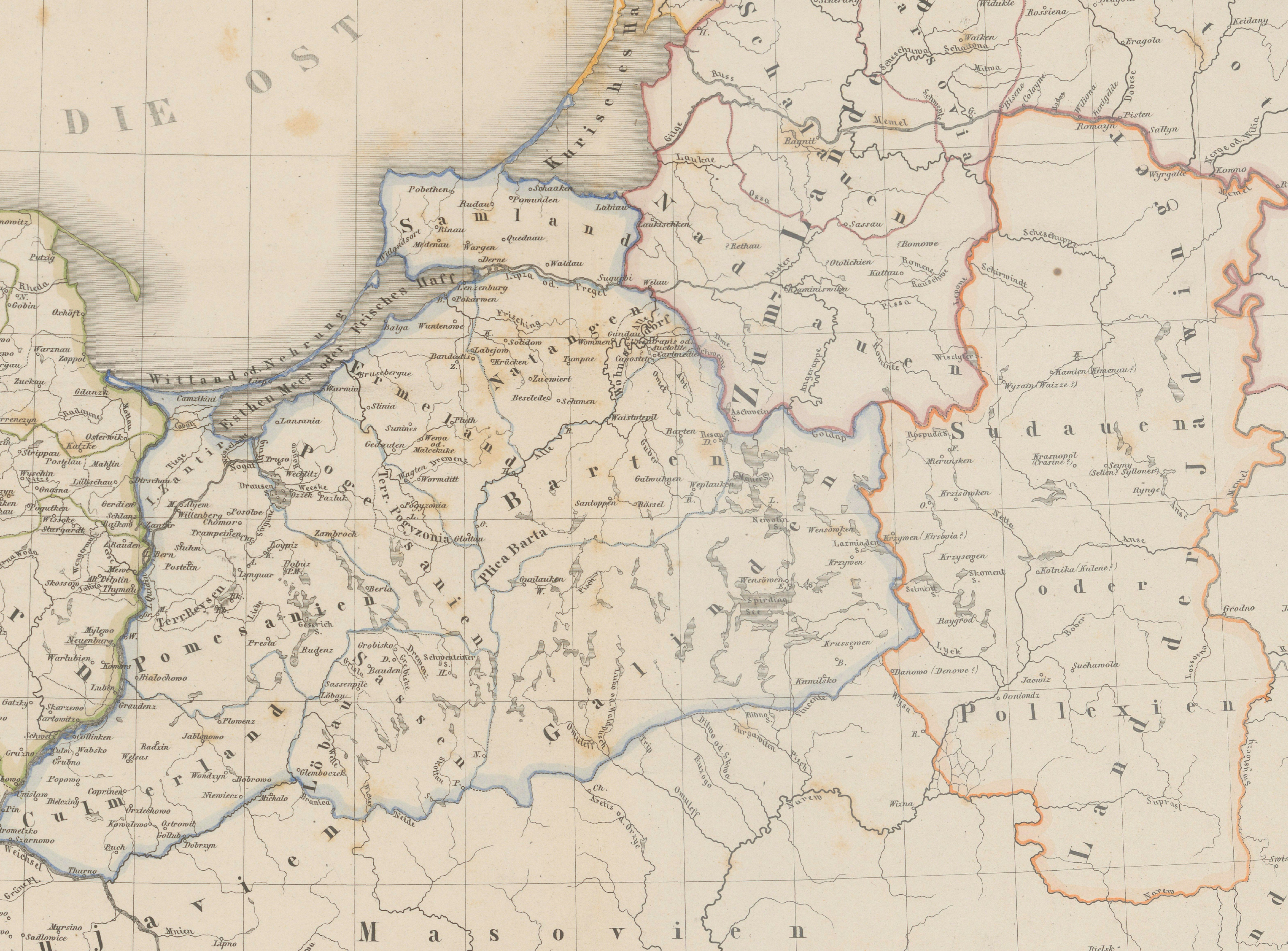
Prusy plemienne według Maxa Toeppena, 1858

Sambia (niem. Samland) – kraina historyczna w Prusach.

## Historia
Sambia zamieszkana była przez jedno z plemion pruskich. W 2 poł. IX wieku osiedlali się w niej Szwedzi, a w 2 poł. X wieku Duńczycy, w tym Haakon, syn Haralda Sinozębego. W X wieku Sambia była centrum handlowym Prus, skąd eksportowano skórki kun i bursztyn. Od IX do XIII wieku Duńczycy kilkakrotnie wyprawiali się do Sambii, co oznacza, że były to podboje nietrwałe. Do Sambii prowadził szlak handlowy z Brześcia przez Drohiczyn, Wiznę, Rajgród, Szurpiły, Jegliniec, Gąbin.
Do wczesnych lat 50. XIII w. podejmowane przez Krzyżaków próby podboju położonej w północnych Prusach Sambii, kończyły się niepowodzeniem. Aby pokonać Sambów, zimą 1254/1255 pod wodzą czeskiego króla Przemysła Ottokara II została przedsięwzięta zakończona sukcesem krzyżacka krucjata. Przed powrotem do Czech król Ottokar pozostawił Krzyżakom hojną darowiznę na założenie zamku nad Pregołą. Na jego cześć zamek i powstałe tam miasto nazwano Königsberg (Królewiec). Sambowie występowali przeciwko Krzyżakom w latach: 1242–1255, 1260–1270 i 1275–1276.
Po podboju Sambii przez Zakon krzyżacki w XIII wieku weszła w obszar Prus Dolnych.
Obecnie w obwodzie królewieckim Federacji Rosyjskiej. Główne miasto – Królewiec; inne miejscowości: Rybaki, Piława, Tapiawa, Welawa, Labiawa, Nowotki, Tryszkajmy, Ruszowice, Palmniki.
Od Sambii przejęto nazwę Półwyspu Sambijskiego (ros. Kaliningradskij połuostrow, Ziemlandskij połuostrow) nad Morzem Bałtyckim, między Zalewami: Wiślanym i Kurońskim. Powierzchnia 900 km², nizinna, maksymalna wysokość do 89 m n.p.m.